# Diamonds - The Best of Dio
Diamonds - The Best of Dio är ett album av musikgruppen Dio utgivet år 1992.

## Låtlista
1. "Holy Diver" - 5:54
2. "Rainbow in the Dark" - 4:16
3. "Don't Talk to Strangers" - 4:53
4. "We Rock" - 4:35
5. "The Last in Line" - 5:47
6. "Evil Eyes" - 3:38
7. "Rock 'n' Roll Children" - 4:32
8. "Sacred Heart" - 6:28
9. "Hungry for Heaven" - 4:11
10. "Hide in the Rainbow" - 4:06
11. "Dream Evil" - 4:29
12. "Wild One" - 4:03
13. "Lock Up the Wolves" - 8:34